# Stevia pilosa
Stevia pilosa là một loài thực vật có hoa trong họ Cúc. Loài này được Lag. miêu tả khoa học đầu tiên năm 1816.